# Josefina González (activista)
Josefina González Da Silva  (San Carlos, 24 de septiembre de 1984) es una activista transfeminista, funcionaria, actriz y comunicadora uruguaya. 

## Biografía
Transcurrió sus primeros años de vida en el barrio Rodríguez Barrios, siendo la cuarta de cinco hermanas. Cursó sus estudios primarios en la Escuela N°53 Villa Chiappara y sus estudios secundarios en el Liceo N°1 Monseñor Mariano Soler de San Carlos. Desde el 2006 reside en Montevideo y es la primera universitaria de su familia. Fue la cuarta persona trans egresada en más de 150 años de la Universidad de la República en Uruguay. Es la primera persona trans en egresar de la Facultad de Información y Comunicación.
Se desempeña desde el año 2014 como funcionaria  en el Ministerio de Desarrollo Social, en tareas técnicas en el Departamento de Diversidad Sexual de la División Derechos Humanos. Desde el 2006 trabaja en el diseño, promoción e inclusión de políticas de inclusión. 
Integrante de la Colectiva Unión Trans y conocida por ser una de las promotoras de la Ley Integral para Personas Trans.